# Oligobrachia kernohanae
Oligobrachia kernohanae är en ringmaskart som beskrevs av Batham 1973. Oligobrachia kernohanae ingår i släktet Oligobrachia och familjen skäggmaskar. Inga underarter finns listade i Catalogue of Life.